# William Bouverie, I conte di Radnor
William Bouverie, I conte di Radnor (26 febbraio 1725 – 28 gennaio 1776), è stato un politico inglese.

## Biografia
Era il figlio di Jacob Bouverie, I visconte Folkestone, e della sua prima moglie, Mary Clarke. Studiò a Oxford. 
Sposò, il 14 gennaio 1748, Harriet Pleydell, figlia di Sir Mark Stuart Pleydell. Ebbero un figlio:
- Jacob Pleydell-Bouverie, II conte di Radnor (4 marzo 1750-27 gennaio 1828)

Sposò, il 5 settembre 1751, Rebecca Alleyne (?-4 maggio 1764), figlia di John Alleyne. Ebbero tre figli:
- William Henry Bouverie (30 ottobre 1752–1806), sposò lady Bridget Douglas, non ebbero figli;
- Bartholomew Bouverie (29 ottobre 1753–31 maggio 1835), sposò Mary Wyndham Arundell, ebbero due figli;
- Edward Bouverie (20 settembre 1760–30 dicembre 1824), sposò in prime nozze lady Catherine Murray e in seconde nozze Arabella Ogle.

Sposò, il 22 luglio 1765, Anne Hales, figlia di Sir Thomas Hales, non ebbero figli. 

## Carriera
Dal 1747 al 1761 rappresentò Salisbury come deputato nella Camera dei Comuni. L'8 novembre 1750 ricoprì la carica di deputy lieutenant of Wiltshire e il 22 settembre 1758 di Berkshire. Successe al padre il 17 febbraio 1761.
Il 31 ottobre 1765 venne creato conte di Radnor. Il 17 dicembre 1767 divenne membro della Royal Society.